# يولان أدوناي أرشاغا كارياس
يولان أدوناي أرشاغا كارياس- تاجر مخدرات هندوراسي هارب، مواليد 13 فبراير 1982، ويشتبه أنه زعيم لعصابة MS-13 في
هندوراس. تم إضافة أرشاغا إلى قائمة مكتب التحقيقات الفيدرالي ضمن أكثر عشرة مطلوبين هاربين، وذلك في 3 نوفمبر 2021. وهو مطلوب بتهم الابتزاز، والاتجار بالمخدرات، وجرائم الأسلحة النارية. ويعتقد أن أرشاجا كارياس هو المسؤول عن عصابة MS-13 في جميع أنحاء هندوراس، ويُعتقد أيضًا أنه يوفر الأسلحة النارية، والمخدرات، والأموال النقدية لأعضاء العصابة الذين يعملون داخل الولايات المتحدة. ويعتقد أيضًا أنه مسؤول عن إصدار أوامر بقتل أعضاء العصابات المنافسة. وتعتقد السلطات أنه لا يزال في هندوراس.
في عام 2021م، أصبح أرشاغا كارياس الهارب رقم 526 الذي تم وضعه على قائمة العشرة الأكثر مطلوبين لمكتب التحقيقات الفيدرالي. وقد أخذ مكان الهارب الأمريكي روبرت ويليام فيشر، الذي قتل عائلته وحرق جثثهم، والذي تم إزالة اسمه من القائمة، لعدم استيفائه لمعايير القائمة. وقد عرض مكتب التحقيقات الفيدرالي مكافأة تصل إلى 100 ألف دولار مقابل معلومات تؤدي إلى القبض عليه.
في 8 فبراير2023م، صعدت الحكومة الفيدرالية الأمريكية الضغوط على أرشاغا كارياس. حيث عرض مكتب مكافحة المخدرات الدولية وإنفاذ القانون التابع لوزارة الخارجية الأمريكية مكافأة قدرها 5 ملايين دولار أمريكي من خلال برنامج مكافآت المخدرات. وفي اليوم نفسه، أعلن مكتب مراقبة الأصول الأجنبية التابع لوزارة الخزانة الأمريكية فرض عقوبات عليه من خلال وضعه على قائمة الرعايا المعينين خصيصًا والأشخاص المحظورين بموجب الأمر التنفيذي رقم 13581.

## الإدانة في هندوراس والهروب
تم القبض على أرشاجا كارياس في عام 2015م، وسُجن في هندوراس بعد إدانته بغسل الأموال والإنتماء إلى منظمة غير مشروعة.
في 13 فبراير 2020، غادر أشاغا كارياس السجن لحضور جلسة استماع في المحكمة في مدينة إل بروغريسو، على بعد حوالي 28 كيلومترًا من سان بيدرو سولا. تم نقله بسيارة فان، وليس بطائرة هليكوبتر، كما جرت العادة. ولم يكن معه سوى عدد قليل من حراس الأمن، كما أنه لم يتم إخطار الشرطة العسكرية مسبقًا، كما ينص البروتوكول عندما يكون مثل هذا السجين البارز في حالة تنقل. عند وصوله إلى قاعة المحكمة في مدينة إل بروجريسو، شمال هندوراس، اقتحمت فرقة من عصابة إم إس-13 المكان، وساعدته على الهروب وسط وابل من الرصاص.
وتظهر لقطات أمنية تم التقاطها في مكان الحادث، مجموعتين من الرجال وهم يرتدون زي الشرطة العسكرية يصلون إلى مكان الحادث. المجموعة الأولى كانت ترافق رجلاً مقيد اليدين، وهو سجين مزيف يستخدم كطُعم. أما المجموعة الثانية فكانت ترافق رجلاً يرتدي سترة سوداء تُستخدم عادةً لحماية هوية الشاهد أو الضحية. ولكن في هذه الحالة تم استخدامه لإخفاء الأسلحة والذخيرة، التي استخدمت في عملية الهروب.

## لائحة اتهام في نيويورك
في عام 2021م، وجه المدعي العام الأمريكي للمنطقة الجنوبية من نيويورك اتهامات إلى أرشاغا كارياس تتعلق بالابتزاز وتهريب المخدرات واستخدام الأسلحة النارية، والتآمر لاستيراد الكوكايين، بعد أن ساعد في نقل أطنان من الكوكايين من هندوراس إلى الولايات المتحدة الأمريكية.
بعد توجيه الاتهام إليه، أصبح أرشاغا كارياس الهارب رقم 526 الذي يتم وضعه على قائمة أكثر عشرة مطلوبين لمكتب التحقيقات الفيدرالي. وقد حل محل الهارب الأمريكي روبرت ويليام فيشر، الذي تم إزالته من القائمة لعدم استيفائه لمعايير القائمة. والذي ظل على قائمة أكثر الهاربين المطلوبين لمدة عقدين من الزمن، وقد عرض مكتب التحقيقات الفيدرالي مكافأة مالية تصل إلى 100 ألف دولار مقابل أية معلومات، تؤدي إلى القبض علي أرشاغا.
في عام 2022م، خصص مكتب التحقيقات الفيدرالي حلقة من تسجيلات البث الصوتي الخاصة به (بودكاست) وحلقاته على اليوتيوب، التي تحمل عنوان "من داخل FBI" لأرشاغا كارياس وعصابة الــ MS-13.

## عقوبات الخزانة
أعلن مكتب مراقبة الأصول الأجنبية التابع لوزارة الخزانة الأمريكية عن فرض عقوبات علي أرشاغا كارياس من خلال وضعه على قائمة الرعايا المعينين خصيصًا والأشخاص المحظورين بموجب الأمر التنفيذي رقم 13581. وتجمد العقوبات ممتلكات أرشاجا كارياس وتمنعها عنه، ويواجه الأشخاص الأميركيون الذين يتعاملون معه ملاحقة قضائية، وذلك بموجب قانون الصلاحيات الاقتصادية الطارئة الدولية.

## مكافأة وزارة الخارجية
في 8 فبراير 2023م، أعلن مكتب مكافحة المخدرات وإنفاذ القانون الدولي عن مكافأة قدرها 5 ملايين دولار أمريكي، وذلك مقابل أية معلومات تؤدي إلى اعتقال وإدانة أرشاغا كارياس. وأعلن المكتب عن ذلك من خلال مقطع فيديو مسجل باللغتين الإنجليزية والإسبانية، وتم نشره وتوزيعه على حساب المكتب على موقع يوتيوب.